# Phyllopetalia excrescens
Phyllopetalia excrescens é uma espécie de libelinha da família Austropetaliidae.
É endémica do Chile.
Os seus habitats naturais são: rios intermitentes e nascentes de água doce.
Está ameaçada por perda de habitat.